# 가톨릭 스톡홀름 교구

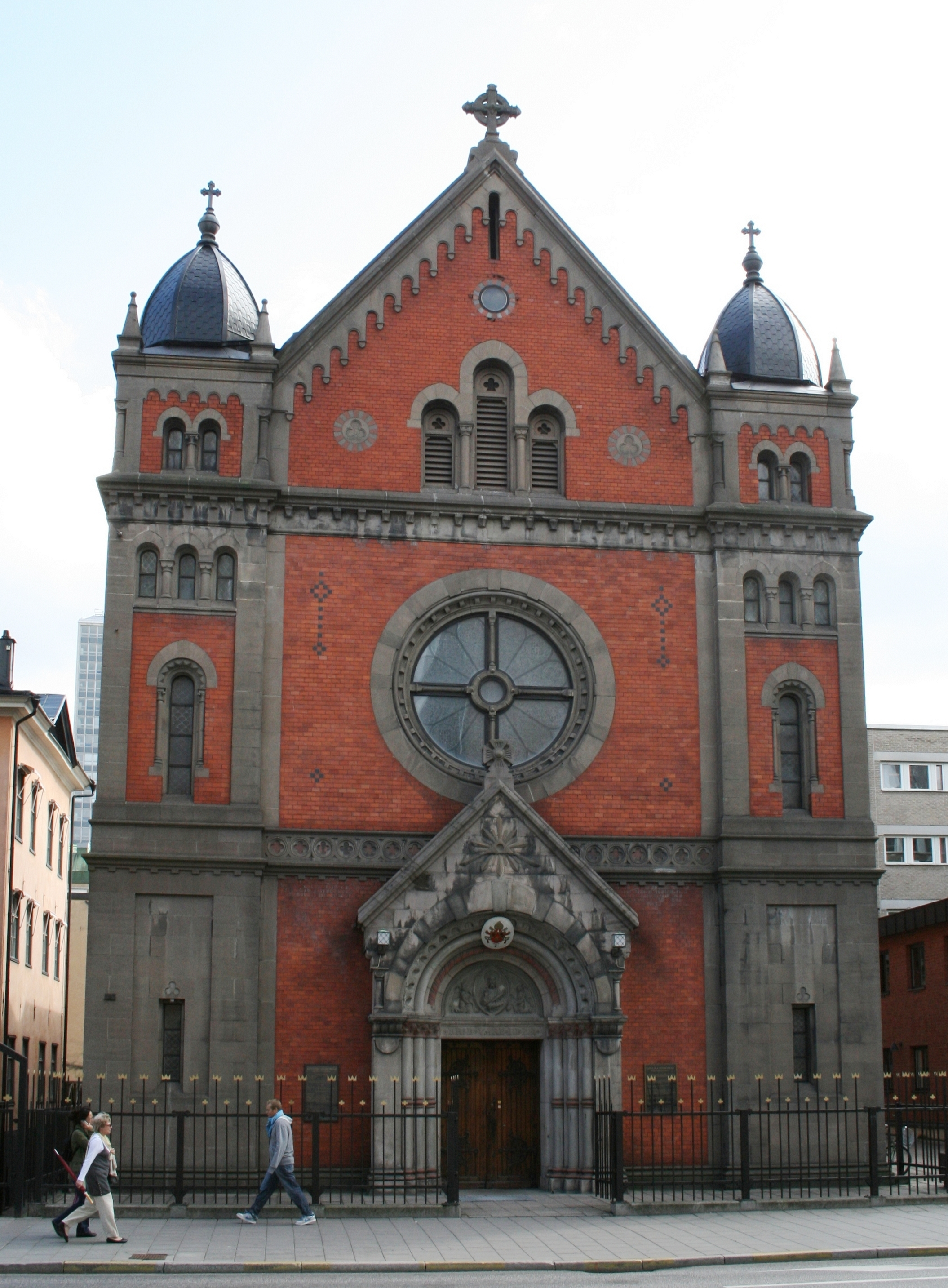

가톨릭 스톡홀름 교구(라틴어: Dioecesis Holmiensis)는 스웨덴 스톡홀름의 로마 가톨릭교회 교구이다. 종교분열 이후 스웨덴에 설정된 최초이자 유일한 가톨릭 교구이다.

## 역사
1521년~1550년 사이에 스웨덴과 핀란드의 가톨릭 주교들은 모두 명맥이 끊겼다. 이후 루터교가 스웨덴과 핀란드에 널리 확산되었다.
1582년 스웨덴과 기타 북유럽에 잔존한 가톨릭교도들은 쾰른 주재 교황 대사의 사목을 받게 되었다. 1622년 교황청에 포교성성이 설정되면서 쾰른 주재 교황 대사는 독일 북부만을 담당하게 되었으며, 북유럽 지역은 브뤼셀과 폴란드 주재 교황 대사가 각각 덴마크와 노르웨이, 스웨덴과 핀란드 및 메클렌부르크를 담당하였다.
1688년 스웨덴 교회는 북유럽 전교 대목구에 편입되었다. 대목구장은 파더보른 교구장 주교들이 겸임하였다. 1783년 북유럽 전교 대목구의 일부였던 스웨덴 교회가 스웨덴 지목구로 분할되었다. 이때 주교좌가 스웨덴의 수도 스톡홀름으로 지정되었다.
스웨덴 지목구는 1783년부터 1809년까지 핀란드까지 담당하였으며(나중에 모길료프 관구에게 관할권을 이관하였음), 1834년부터 1868년까지는 노르웨이 남부 지방까지 담당하였다(이후 노르웨이 지목구로 분할되었음). 1953년 6월 29일 스웨덴 지목구는 스톡홀름 교구로 격상되었다. 오늘날 스톡홀름 교구는 43곳의 본당을 소지하고 있으며, 스웨덴 전역을 담당하고 있다.

## 같이 보기
- 스웨덴의 로마 가톨릭교회